# There She Is!!
There She Is!! (en coreano: 떳다 그녀!!; en español: ¡Ahí está ella!) es una serie de cortos de Animación Flash producida por el sitio web coreano SamBakZa. Es categorizada por algunos como anime, siendo originalmente un manhwa. Se hizo particularmente popular durante la primavera de 2004, cuando fue expuesta a audiencias de América y Europa. Debido al éxito del primer capítulo, "There She Is!!", que generó una gran cantidad de comentarios positivos de su audiencia en línea, influenció a SamBakZa para producir más capítulos.
La trama gira en torno a una sociedad de conejos y gatos antropomórficos, centrándose en la relación entre una coneja y un gato, considerada como tabú en dicha sociedad.
En el 2004 Anima Mundi, un festival de animación en Brasil, There She Is!! obtuvo el primer lugar tanto en la Animación Web - Jurado Profesional y Animación Web - Audiencia, además de ganar el Premio Especial Anima Mundi Web.
Los derechos de distribución de la serie están autorizados para Gyeonggi Contenido Digital Agency (DGAC).
En diciembre de 2010, los cinco episodios de la serie se han visto más de once millones de veces en Newgrounds.

## Personajes
Doki (Doki 도키 cf. tokki 토끼, “conejo”)
Es una coneja que está locamente enamorada de Nabi desde el primer momento en que se vieron. Aunque suele ser muy cariñosa y alegre, puede ser un poco obsesiva y dispuesta a ir a los extremos para conseguir lo que quiere. Ella tiene la costumbre de hacerse amiga de los animales y ponerles cintas verdes alrededor del cuello, de manera similar a la bufanda de Nabi. Según se dio a conocer, su apellido es Tokki.
Nabi (Nabi 나비 cf. goyang'i 고양이, “gatito”)
Es un gato y es el interés romántico de Doki en la historia. Primeramente huye de las demostraciones de amor de Doki, posteriormente aceptándolas y retribuyéndolas, enfrentándose a las repercusiones sociales, aprendiendo a tolerarlas finalmente. Lleva una bufanda verde y parece tener una cierta habilidad en las artes marciales. En el episodio 3 se muestra que trabaja como repartidor de periódicos. Aunque la traducción de "gato" en coreano es "  Goyang'i", el nombre “Nabi” se traduce como "mariposa" y es un nombre común para un gato en Corea del Sur.
Clan Jjintta: (Jjintta Seteu 찐따세트, "Clan de Idiotas"). Es una banda de busca pleitos, compuesta por cabbits machos, rudos y peludos. Los tres son hermanos, hijos de una coneja y un león. Aparecen como antagonistas de menores en el segundo episodio, pero poco a poco van desarrollando una amistad con Nabi. Sus miembros son:
- Ilho (일호(一號), "Número Uno"),[5] el líder del grupo y el primogénito. Tiene una rivalidad bastante feroz con Nabi y es extremadamente protector con Doki. En el episodio 2, malinterpreta que Nabi estaba obligando a Doki de tener una relación, pero luego se da cuenta de lo contrario. En el episodio 5, le da a Nabi un boleto a "Paradise", aunque a regañadientes. En los episodios no se aclara qué motiva su comportamiento, pero en 2016 el creador reveló que la motivación de Il-ho por su ascendencia.[4]

- Yi-ho/Iho (이호(二號), "Número Dos"), lleva un parche en el ojo y se siente atraído por la gata Pi. Es el segundo hermano mayor.

- Sam-ho (삼호(三號) "Número Tres"), que lleva una especie de máscara quirúrgica y parece ser el menos diestro de los demás miembros de la banda. Es el hermano menor de los tres.[6]

Hana (Hana 하나, "Una"), es una gata y el mánager aparente de la banda. Ella ha demostrado ser muy amable, especialmente hacia Doki y Nabi, y tiene una confianza amorosa en su guardaespaldas, Pizza.
Banda: Si bien no se posee mucha información sobre ellos, están presentes en el episodio dos. La banda está compuesta por una gata tecladista llamada Pi, un conejo guitarrista llamado Moon (“Luna”), que posee tres aretes en cada oreja, y un conejo de gran estatura y que lleva gafas de sol apodado “Red-eye” (“Ojos Rojos”), concebido originalmente como un antagonista.
Pizza (Pijja 피자, Pizza), es un corpulento felino macho y el guardaespaldas de Hana. Él tiene una cicatriz notoria en el ojo derecho, pero su origen es desconocido.
Gray Rabbit (Hoisaektokki 회색토끼, “Conejo Gris”) es un conejo macho alto, que está enamorado de Hana. A menudo se le representa con un ramo de flores.

## Capítulo Uno: "There She Is!!"
La primera animación de la serie, fue publicada en el sitio web de SamBakZa el 20 de abril de 2003. La banda sonora está compuesta por la canción "There she is!!" ("떳다! 그녀!!") de la banda coreana Witches ("위치스").
La trama gira en torno a Doki, quien se enamora a primera vista de Nabi, persiguiéndolo a todos lados y profesándole su amor, en un mundo donde ese amor entre dos especies es socialmente inaceptable. El tema principal del corto es que todo amor puede ser aceptado y tiene una oportunidad, ya que Nabi intenta por todos los medios curar a Doki de su enamoramiento por él, pero al ver la magnitud de su amor, él se rinde y encuentra algo que se puede apreciar en ella.

### Huevos de Pascua
Al final, cuando Doki está bebiendo el jugo de pez, debes hacer click en las pinzas de doki y te llevara al sitio web de Sambakza.

## Capítulo Dos: "Cake Dance"
El segundo corto de la serie, "Cake Dance" (떳다 그녀!! step 2. - 케이크댄스), se publicó en el sitio web de SamBakZa el 25 de febrero de 2005. La banda sonora es la canción "Happy Birthday to Me" del grupo coreano Bulldog Mansion.
Nabi tiene que llevar el pastel de cumpleaños de Doki a través de la ciudad, enfrentándose a varios obstáculos que lo obligan a desviarse, retrasándolo. Entre los obstáculos está una banda de conejos matones, el Clan Jjintta, quienes lo atacan por la creencia equivocada de Yi-ho de que Nabi obligó a Doki a mantener una relación con él. A su vez se alternan imágenes del local donde Doki y sus amigos esperan la llegada de Nabi. Al final, Nabi se encuentra con una coneja más joven portando un pastel, dando a entender al espectador que está en la misma situación que el protagonista cuando comenzó el episodio y él se ofrece a ayudarla a navegar con seguridad por las calles con su pastel.
Hay que destacar que cerca del final del corto, Doki y Nabi (al igual que el resto del grupo) son expulsados de la cafetería, después de que Doki muestra públicamente su afecto por Nabi. El dueño de la cafetería se muestra claramente en contra de las relaciones entre las especies, al mostrar el característico cartel prohibitivo de la serie colgado en la puerta. Esto prefigura algunos de los eventos que se producen en los capítulos siguientes de la serie.

### Huevos de Pascua
- Al cliquear en el pez en la luna, que es una referencia a otra animación SamBakZa: Hot Fish, durante la escena de estampida, aparecerá el cómic original protagonizado por Doki y Nabi (titulado "Only You") seguido del agradecimiento del creador.
- En los carteles de las paredes en la estación del metro se puede leer "Bulldog Mansion". Al cliquear sobre ellos llevaba a su (ahora difunto) sitio web.

## Capítulo Tres: "Doki and Nabi"
El tercer corto se estrenó en SICAF (Seúl International Cartoon & Festival de Animación) en mayo 21-25 de 2008, y fue publicado en línea el 30 de mayo. La banda sonora es la canción pop “3차성징” (Sam-cha Seong-jing, traducida posiblemente como: "Característica Sexual Terciaria") de la banda coreana T.A.COPY.
Este corto representa la primera cita entre Doki y Nabi. Nabi se muestra al comienzo solo como un receptor de las muestras de amor de Doki, pero a medida va avanzando la cita él intenta corresponder de manera tímida. El Clan Jjintta se cruza con ellos en un momento de la cita creando tensión en Nabi, pero son rápidamente evadidos por Doki. Finalmente, Nabi pide a Doki una segunda cita, mostrando como su relación empieza a evolucionar a un romance mutuo y comparten su primer beso.
El tema de las relaciones entre especies es más prominente en este episodio, al igual que las consecuencias de su relación: el corto termina con una piedra siendo arrojada a la ventana de la casa de Nabi.

### Huevos de Pascua
- Al cliquear en la nube de la parte superior derecha de la pantalla de inicio del corto se provoca una apertura alternativa, centrada en el recorrido de Doki hacia la casa de Nabi.

- Al cliquear en el cartel negro ubicado en las barandas durante la escena con los vecinos escandalizados llevaba al (ahora difunto) sitio web de TA.COPY.
- La escena en la que Doki se hace amiga del erizo es un guiño a la película Nausicaä del Valle del Viento de Hayao Miyazaki, en la que la protagonista Nausicaä doma a Teto, la ardilla-zorro.
- Durante la escena en la que Doki está persiguiendo Nabi, el último objeto que le lanza para intentar capturarlo es una Poké Ball. Se hace referencia además a una “Cadena de Minas”, similar a la usada por la MS-18E Kämpfer, en el anime Mobile Suit Gundam 0080: War in the Pocket.[8]

## Capítulo Cuatro: "Paradise"
El cuarto corto,"Paradise", fue liberado en el 20 de agosto de 2008. Su banda sonora es la canción "Wolsik", del grupo coreano Tabu, extraída de su álbum A Lunar Eclipse.
En este corto, los protagonistas tienen que enfrentarse a la revuelta social provocada por las relaciones entre especies, llegando al punto de que Doki se ve perseguida por una turba enfurecida. Ella intenta huir, pero su mascota erizo, adoptada en el corto predecesor, intenta defenderla al saltar de sus brazos y enfrentarse con sus perseguidores. Al ser informado de lo ocurrido, Nabi llega al hospital, encontrándose con que Doki logró escapar, pero se encuentra herida y hospitalizada. Ante el temor de que los opositores de los matrimonios mixtos dañarán aún más a Doki, Nabi abruptamente termina la relación, evidenciándose cuando cuelga de la puerta principal de su residencia el característico logo del movimiento anti-matrimonios.
Doki al encontrase cuidando a su erizo, que resultó gravemente herido tras la persecución, observa un par de boletos hacia "Paradise", al que planeaba viajar acompañada de Nabi (implicando ser un lugar donde se aceptan los matrimonios mixtos), sin darse cuenta de que Il-ho se encontraba espiando por una ventana. Il-ho se enfrenta a Nabi, golpeándolo para hacerlo entraren razón, pero su acción desencadena un ataque por parte unos partidarios de los matrimonios mixtos, que asumen que lo está agrediendo por su relación con Doki, al intentar escapa Il-ho y Nabi se encuentran con unos opositores a las relaciones entre razas al otro lado del camino. Frustrado, Il-ho lanza un golpe a ciegas a través de la multitud, dándoselo accidentalmente a su hermano Yi-ho, provocando un motín entre los partidarios y opositores.
Al desvanecerse la lucha, vemos a Doki de pie y llorando junto a su erizo, que ha dejado de respirar y murió presumiblemente. Doki intenta ponerse en contacto con Nabi, que no puede responder al estar arrestado junto a Il-ho tras el motín. Suponiendo que Nabi no está interesado en una reconciliación, Doki pierde toda esperanza, deja caer su teléfono celular desde el techo de su apartamento y decide ir sola a "Paradise", dejando el boleto que le correspondía a Nabi sobre la mesa.
El carácter de éste corto es mucho más oscuro en contraste con los anteriores, éste es completamente en escala de blancos y negros, siendo la bufanda verde de Nabi y el lazo del erizo, las mejillas ruborizadas de Doki y el cuello rosa de su conjunto, los logos de las señales de los matrimonios mixtos en las numerosas protestas, el único detalle con colorido. A medida que el episodio avanza, la bufanda de Nabi va desvaneciendo gradualmente su color y ya al momento de romper la relación con Doki, ha adquirido una tonalidad gris. Y hacia el final, el cuello rosado de Doki y sus mejillas también se decoloran a gris, al perder ella toda esperanza en su relación con Nabi.
Se puso demanifiesto en Newgrounds que el autor pensaba que a la gente no le gustaría esta parte de la saga, ya que era demasiado oscura. Pero, al final, también fue aceptada por el público de Newgrounds, recibiendo un gran número de visitas.

## Capítulo Cinco: "Imagine"
El último corto de There She Is!! debutó el 9 de diciembre de 2008, con el resto de los cortos que conforman la serie, en Joongang Cinema junto con otros cortos de animación flash. La página web colapsó después de su lanzamiento debido a la demanda inesperada. Su banda sonora es la canción"Imagine" de la banda coreana Brunch. En la introducción se presenta la versión de la canción tradicional inglesa Greensleeves, titulada “Greensleeves to a Ground”, elegida debido a su relación con el color verde y la relevancia de la letra. Los créditos finales incluyen un arreglo de la música de la primera canción de la saga, "There She Is!!"(떳다! 그녀!!).
El corto inicia con Doki saliendo de su residencia mientras arrastra una maleta hasta detenerse bajo un árbol, en cuya rama ata una cinta verde. A continuación, Nabi, después de salir de la jefatura policial observa un mensaje de despedida que Doki le había enviado a su teléfono móvil. Ensimismado, camina hasta sentarse en un banco al lado de las máquinas expendedoras donde conoció a Doki (que fueron víctimas de las protestas y se hallan manchadas por grafitis). Junto a él, un pequeño pájaro amarillo, abandonado por su dueño, capta su atención al piar, pero enseguida se aleja por la calle. Nabi va tras él, logrando salvarlo de un coche y termina llegando al árbol donde Doki ató la cinta. 
Un mensaje, en representación a los pensamientos de Nabi, aparece:

“I thought that, if the world won't change, we would never reach happiness... But she…”
Texto original.

Pensé que, si el mundo no va a cambiar, nunca alcanzaríamos la felicidad... Pero ella…
Traducción al español.

Cuando sopla el viento, Nabi ve docenas de cintas verdes atadas a las ramas, lo que representa la esperanza y la voluntad de las personas que desean un cambio. (En Asia, atar una cinta a un árbol y hacer un deseo es una forma de orar a los dioses). Al darse cuenta de que ellos no están solos en su creencia de que se deben aceptar las relaciones entre especies, Nabi toma la iniciativa de ir tras Doki, recuperando su bufanda el color perdido en el corto anterior.
Mientras Nabi corre para llegar al aeropuerto, se encuentra con otro enfrentamiento entre los grupos a favor y en contra de las relaciones entre razas. El líder pro-relaciones lo ve y creyendo que Nabi se va a enfrentar al grupo anti-relaciones, lidera a su grupo en un ataque. Nabi queda atrapado en la trifulca y Gray Rabbit intenta rescatarlo, pero no tiene éxito. Justo en ese momento aparecen los animales que Doki cuidaba, asustando a la gente y creando una brecha que Nabi usa para escapar. Cabe señalar, que al momento de crearse la brecha y pararse la disputa debido a la sorpresa, se muestra a un manifestante anti-relaciones que se enamoró de un miembro a favor de ellas, después de caer en sus brazos, representando una esperanza a favor de la causa.
Nabi se encuentra con el Clan Jjintta en su trayecto al atravesar un puente. Al enfrentarse, Il-ho le presenta el segundo boleto hacia “Paradise” que Doki había dejado, implicando la oferta de que Nabi se una a ella en el viaje. Nabi lo rechaza, rompiendo el boleto en pedazos, mostrando su decisión de quedarse y luchar. Al ver la determinación adquirida por Nabi, el Clan Jjintta se une a su trayecto hasta el aeropuerto, llevándolo en su grupo de motos.
En el camino, un semáforo amenaza con ponerse en rojo. Al darse cuenta de que esto retrasará a Nabi, Yi-ho se adelanta y derrapa deliberadamente con su motocicleta, obligando al tráfico que viene de ambos lados a detenerse. Il-ho, Nabi y Sam-ho logran pasar, pero un gato policía observa el hecho y comienza una persecución. Il-ho se da cuenta y Sam-ho lo adelanta, proponiendo golpear al policía con un bate de béisbol y una cadena, para gran disgusto de Il-ho. En ese momento aparece Hana en su auto descapotado acompañada por Gray Rabbit, que toma a Nabi y lo traslada al auto. Hana acelera y hace contacto con su guardaespaldas Pizza, que ya está en el aeropuerto.
Allí, Pizza protege a Doki de los manifestantes de ambos bandos, hasta el momento en que llega Nabi. Él tiene que enfrentarse directamente al hecho de aceptar su relación y la lucha por ella, simbolizado por los logos de los bandos que aparecen detrás de una esperanzada Doki. Nabi decide ignorar los logos y a los manifestantes y corre a abrazar a Doki, aceptando su lucha, apareciendo desintegrados los logos de los bandos. Tras el breve abrazo, la pareja procede a esquivar los objetos arrojados por los manifestantes, empleando unos movimientos similares a una danza, que recuerdan a las expectativas sobre la relación que Doki mostraba en el primer corto de la primera animación. Mientras la pareja sale del aeropuerto, la esperanza se da para las relaciones entre gatos y conejos: Hana sonríe a la oferta de flores de Gray Rabbit, mientras que un herido Yi-ho es acompañado por Pi. Además, se muestra que Pizza utiliza la cabeza de un manifestante para limpiar de su mano el huevo que impidió que le diera a Doki.
Al final del corto, Nabi y Doki se encuentran terminando de limpiar los grafitis de las máquinas expendedoras donde se conocieron, cerrando con un brindis entre ellos. Cerca de allí, el árbol que una vez había sido cubierto por las cintas verdes ahora se halla con hojas verdes en ciernes, simbolizando que los sueños se pueden cumplir.

## "Another Step"
El 12 de enero de 2016, tras subir las versiones en HD de los cinco episodios originales a YouTube, SamBakZa lanzó una campaña en Indiegogo (ya financiada) para financiar un nuevo episodio de "There She Is". El nuevo episodio presentará principalmente a los tres conejos desaliñados, Jjintta, y explorará sus orígenes y por qué decidieron ayudar a Doki y Nabi a encontrar el amor. El episodio final se emitió oficialmente el 18 de agosto de 2020 en Newgrounds durante tres días, con entrada de pago. Posteriormente, se lanzó en DVD en 2021. Se distribuyeron copias del DVD a los seguidores de la campaña en Indiegogo y, en mayo de 2021, se puso a la venta en la tienda online de SamBakZa. Amalloc ha anunciado que algunas escenas de la película se publicarán en YouTube en 2021.
El 30 de marzo de 2024, el episodio completo estuvo disponible en el canal de YouTube de SamBakZa.

### Trama
Mientras Doki y Nabi salen del aeropuerto, manifestantes de ambos lados los siguen. Il-ho observa desde el paso elevado y recuerda un momento de su infancia: fue abusado y golpeado por estudiantes en la escuela. Su madre, una coneja, intenta consolarlo, pero él se marcha furioso y su padre, un león, le ruge por su actitud irrespetuosa. En el presente, en casa de Jjintta Set, Il-ho, aún afectado por este recuerdo, le ordena a Pi que se vaya. Cuando Il-ho intenta obligarla a salir, Yi-ho se resiste, pero es defenestrado y aplastado por una pancarta de protesta contra los gatos y los conejos que se encuentra afuera.
En un callejón, Yi-ho agrede a un manifestante anti-gatos/conejos, tras haberse unido a un grupo extremista con base en un desguace, por lo que se afeitó las orejas para revelar la forma larga y puntiaguda característica de los cabbits. Un manifestante anti-gatos/conejos es perseguido por un conejo enorme e irrumpe en el club de música donde toca la banda de Pi. Cuando el conejo lo agarra y lo golpea frente al público, Pi baja del escenario para reprender al atacante, pero se detiene al ver que todo el club le muestra el símbolo pro-gatos/conejos en sus teléfonos. Frustrada, intenta luchar contra el conejo, pero Yi-ho la detiene mientras el conejo arrastra al gato incapacitado fuera del edificio.
Il-ho y Doki, con un vestido de novia, esperan en un santuario en la montaña para tomarse una foto con Nabi, pero presencian cómo lo persiguen los manifestantes en su camino. Doki le ofrece a Il-ho 3 entradas para su boda, pero Il-ho le advierte que sus hijos sufrirán discriminación. Doki, en cambio, se ve a ella y a Nabi teniendo muchos hijos gatos, conejos y cabbits viviendo juntos en armonía, algo que el recién llegado Nabi oye y se sonroja. Pi aparece y lleva a Il-ho al desguace, donde Yi-ho y su pandilla están acorralando y encarcelando a manifestantes anti-gatos/conejos.
Il-ho, Sam-ho y Pi llegan al desguace para enfrentarse a Yi-ho. Durante la batalla, liberan a los cautivos, pero provocan que una excavadora pierda el equilibrio. A punto de caer sobre Yi-ho, Il-ho lo salva lanzándolo fuera de su camino y rugiendo a los antimanifestantes liberados, con una gran aparición de la cabeza rugiente de su padre materializándose detrás de él. La excavadora cae y aplasta a Il-ho. Mientras Yi-ho llora, Sam-ho, junto con los manifestantes y antimanifestantes, se apresura a levantar la excavadora, lo que permite a Yi-ho sacar a Il-ho de debajo. Il-ho, herido, le da una bofetada juguetona, y Pi derriba a Yi-ho al suelo en un abrazo cariñoso.

## Comercialización
Se han realizado varias solicitudes de merchandising de There she is!! , como camisetas y DVD. SamBakZa no ha puesto nada a disposición, aunque han indicado que un DVD está próximamente disponible. amalloc anunció el 4 de abril de 2012 que un DVD de There She Is!! se está produciendo con escenas modificadas y puede contener tiras cómicas de TSI. El proyecto se suspendió debido a otros trabajos de Amalloc, aunque dijo que todavía está planeando trabajar en el proyecto. Una actualización de esta fuente, SamBakaZa salió con una página web de tienda oficial. El lanzamiento de la tienda oficial ocurrió el jueves 6 de mayo de 2021. Parte del merchandising es una camiseta de manga corta de Doki & nabi: diseño limitado conmemorativo de la campaña de Indiegogo de 2016,un DVD conmemorativo de There She Is!!, juego de postales ilustradas de Here She Comes!!.